# Roter Bühl
Roter Bühl ist der Name eines Weilers im Süden von Nürnberg. Die Ansiedlung ist benannt nach dem östlich angrenzenden Waldstück Roter Bühl, hat die PLZ 90455 und gehört zum statistischen Bezirk 49. Die Bebauung erfolgte ab den 1950er Jahren.

## Lage

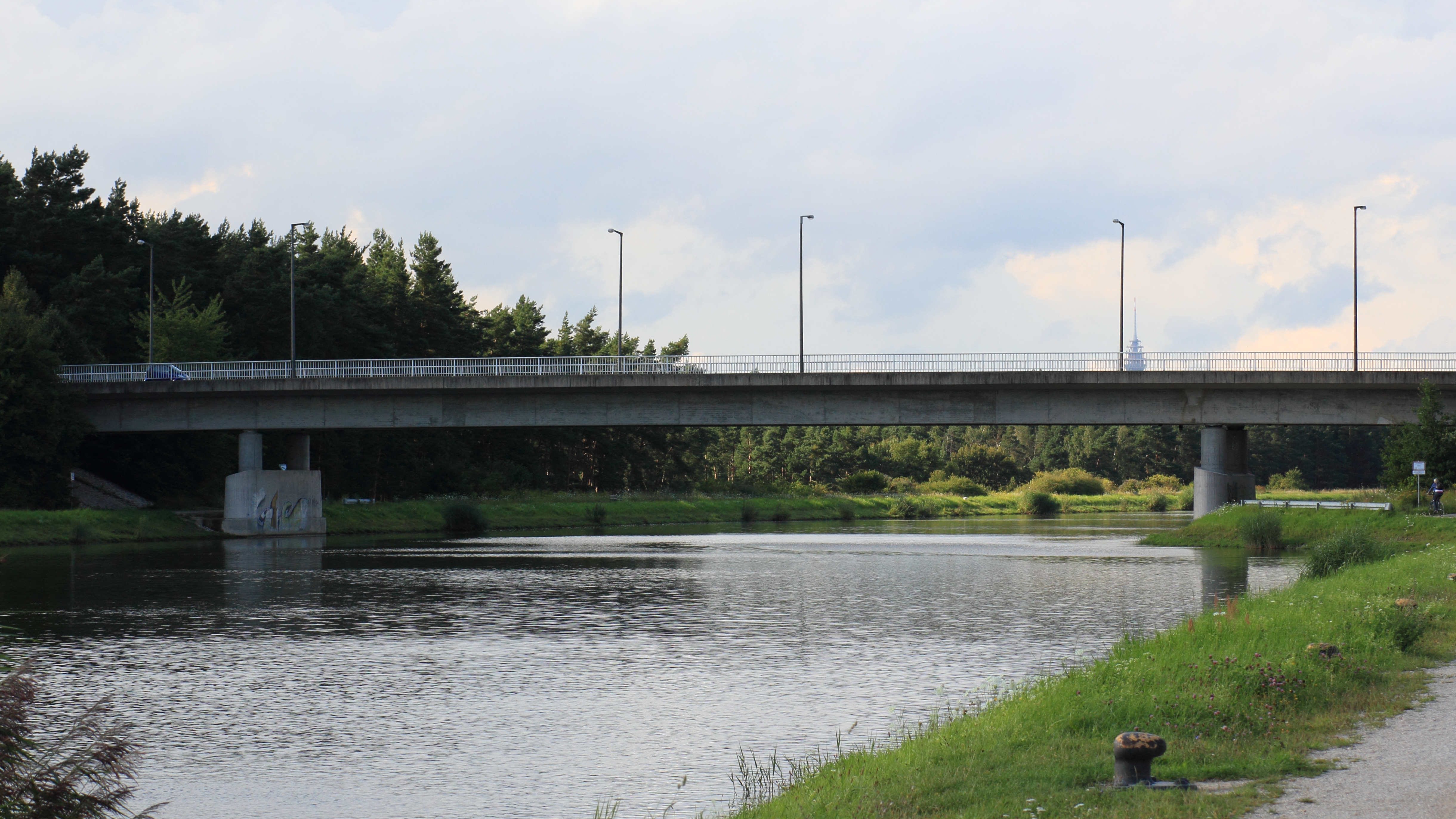
Brücke nach Neukatzwang

Roter Bühl liegt im Süden der Stadt Nürnberg auf einer Höhe 341 m ü. NN und befindet sich vollständig innerhalb der Gemarkung Worzeldorf. Räumlich näher liegen jedoch 1 km westlich der Ortsteil Katzwang
und das 1 km nördliche Gaulnhofen. Alle Straßen in der Siedlung heißen Am Roten Bühl. 600 Meter westlich verläuft der Main-Donau-Kanal; eine Brücke führt dort nach Neukatzwang.
Die Ansiedlung liegt in einer Sackgasse, die östlich von der Kreisstraße N1, die dort Kemptener Straße heißt, abzweigt. An der Abzweigung gibt es in 300 Meter Entfernung von der Wohnbebauung eine Bedarfshaltestelle der VGN, die mit der Linie 52 dort wochentags jeweils 20-minütig nach Nürnberg-Langwasser und Katzwang vertaktet. Abends sowie an Sonn- und Feiertagen fährt nur alle 40 Minuten ein Bus.